# 史提夫·許瑞帕
史提夫·許瑞帕（英語：Steve Schirripa，/ʃɪˈrɪpə/ shirr-IP-ə；本名；1958年8月1日—）是一名美國演員、監製、作家和配音員。他最出名是在HBO電視劇《人在江湖》中飾演Bobby Baccalieri。他是Investigation Discovery頻道兩部電視節目《Karma's A B*tch》和《Nothing Personal》的監製和主持。

## 外部連結
- Official Website
- 史提夫·許瑞帕在互联网电影资料库（IMDb）上的資料（英文）